# Larry Pine

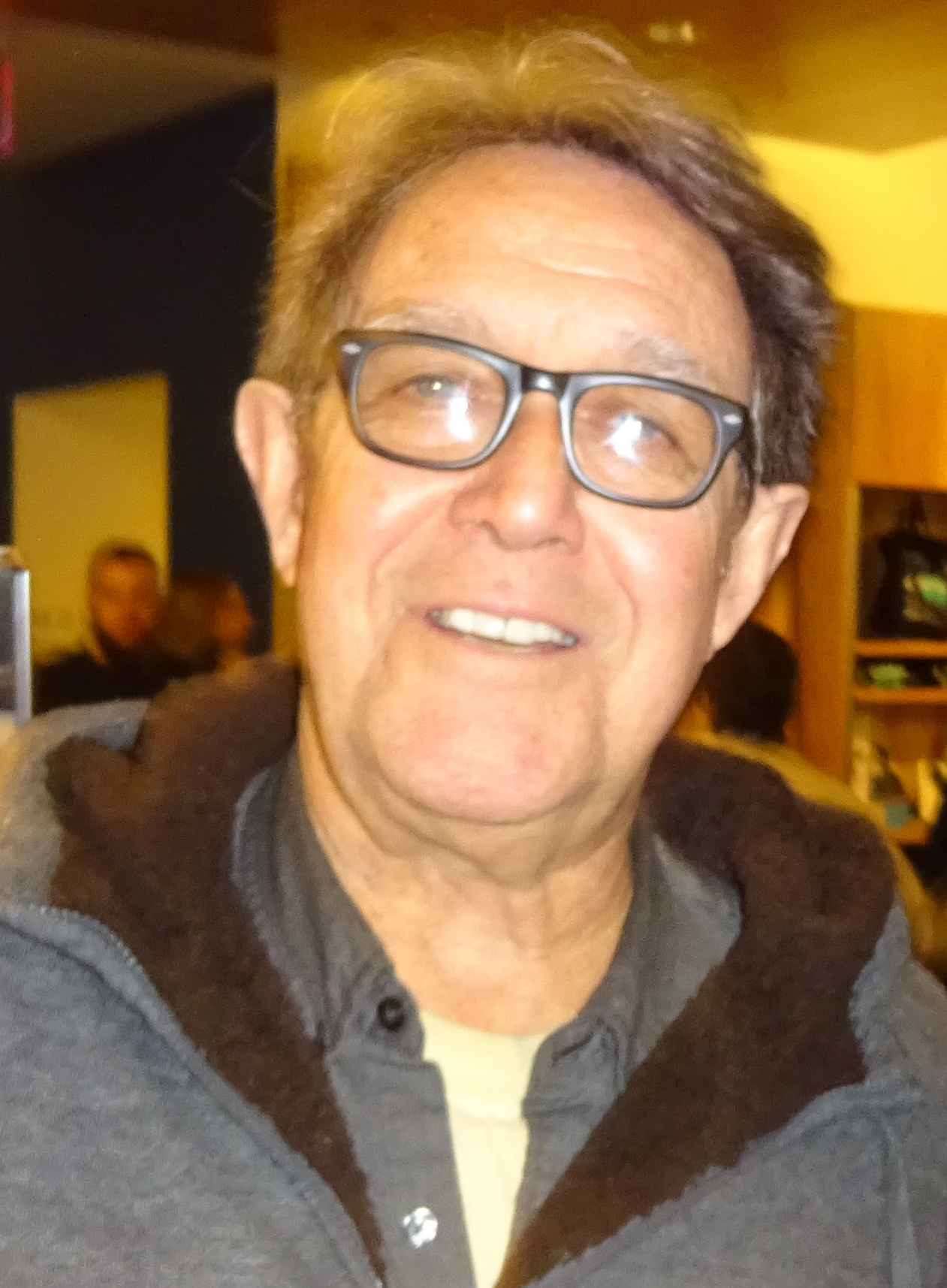
Larry Pine (2016)

Larry Pine (* 3. März 1945 in Tucson, Arizona) ist ein US-amerikanischer Schauspieler.

## Leben und Karriere
Larry Pine ist seit den 1960er-Jahren als Schauspieler aktiv, wobei er zunächst am Theater arbeitete. Am Broadway machte er 1968 mit einer Rolle in einer Produktion von Cyrano de Bergerac sein Debüt. 1978 machte Pine sein Filmdebüt in Der große Trubel um Georgies und Bonnies Bilder unter Regie von James Ivory. Seitdem ist er regelmäßig im amerikanischen Film und Fernsehen als Nebendarsteller zu sehen. Er ist insbesondere ein Favorit von Regisseur Wes Anderson, der ihn in seinen Filmen Die Royal Tenenbaums (2001), Moonrise Kingdom (2012), Grand Budapest Hotel (2014) und The French Dispatch (2021) einsetzte. Von 2014 bis 2017 spielte der Charakterdarsteller die Rolle des Minderheitsführers Bob Birch in der erfolgreichen Fernsehserie House of Cards.
Larry Pine ist seit 1969 mit der Komponistin und Designerin Margaret Pine verheiratet.

## Filmografie (Auswahl)
- 1978: Hullabaloo Over Georgie and Bonnie’s Pictures (Fernsehfilm)
- 1982: I, the Jury
- 1982: Hanky Panky
- 1982: American Monster (Q)
- 1982: Zwei Stunden vor Mitternacht
- 1986: Jung und Leidenschaftlich – Wie das Leben so spielt (As the World Turns, Fernsehserie)
- 1986: Tales from the Darkside
- 1987: Anna… Exil New York (Anna)
- 1987: Junge Schicksale (ABC Afterschool Specials, Fernsehserie)
- 1988: Miami Vice (Fernsehserie)
- 1989: Das Traum-Team (The Dream Team)
- 1989: The Justice Game (Fernsehserie)
- 1991: The Days and Nights of Molly Dodd (Fernsehserie)
- 1991: Fatal Friendship (Fernsehfilm)
- 1994: Vanja auf der 42. Straße (Vanya on 42nd Street)
- 1994: The Adventures of Pete & Pete (Fernsehserie)
- 1995: New York News (Fernsehserie)
- 1995: Dead Man Walking – Sein letzter Gang (Dead Man Walking)
- 1996: Davor und danach (Before and After)
- 1996: Girl 6
- 1996: Como Nascem os Anjos
- 1996: Jung, weiblich, gnadenlos (Jaded)
- 1997: Sunday
- 1997: Prince Street (Fernsehserie)
- 1997: Der Eissturm (The Ice Storm)
- 1997: In Sachen Liebe (The Ice Storm)
- 1997: Academy Boyz
- 1998: New York Undercover (Fernsehserie)
- 1998: Celebrity – Schön. Reich. Berühmt. (Celebrity)
- 1998: A Will of their Own (Fernsehserie)
- 1998: The Deal (Kurzfilm)
- 1998: Minor Details
- 1999: Suits
- 1999: Law & Order
- 1999: Let it Snow
- 1999: Zoo
- 2000: Schmalspurganoven (Small Time Crooks)
- 2001: The $treet (Fernsehserie)
- 2001: Queenie in Love
- 2001: Die Royal Tenenbaums (The Royal Tenenbaums)
- 2001: 100 Centre Street (Fernsehserie)
- 2001: Schiffsmeldungen (The Shipping News)
- 2002: Mr. Smith Gets a Hustler
- 2002: Manhattan Love Story (Maid in Manhattan)
- 2003: A Foreign Affair
- 2003: Oz – Hölle hinter Gittern (Oz)
- 2003: Nola
- 2003: Justice
- 2003: Particles of Truth
- 2004: Anatomie einer Entführung (The Clearing)
- 2004: The Door in the Floor – Die Tür der Versuchung (The Door in the Floor)
- 2004: American Exquisite (Kurzfilm)
- 2004: Melinda und Melinda (Melinda and Melinda)
- 2004: Water
- 2005: Gilmore Girls
- 2005: I Will Avenge You, Iago!
- 2005: Empire Falls (Fernsehfilm)
- 2006: Outsourced – Auf Umwegen zum Glück (Outsourced)
- 2006: Islander
- 2007: A Relationship in Four Days (Kurzfilm)
- 2008: Vote and Die: Liszt for President
- 2008: Canterbury’s Law (Fernsehserie)
- 2008: The New Twenty
- 2009: Chasing the Green
- 2009: 2B
- 2009: Ein gutes Herz (The Good Heart)
- 2010: The Dinner Party (Kurzfilm)
- 2011: How It Ended (Kurzfilm)
- 2011: The Trivial Pursuits of Arthur Banks (Fernsehserie)
- 2011: Person of Interest
- 2012: Broadway’s Finest
- 2012: Arbitrage
- 2012: See Girl Run
- 2012: Blue Bloods – Crime Scene New York (Blue Bloods, Fernsehserie)
- 2012: Moonrise Kingdom
- 2012: Homeland (Fernsehserie)
- 2012: Stereopsis (Kurzfilm)
- 2013: Good Wife (The Good Wife, Fernsehserie)
- 2013: Jimmy P. – Psychotherapie eines Indianers
- 2013: A Master Builder
- 2014: Hostages
- 2014: Unforgettable (Fernsehserie)
- 2014: Grand Budapest Hotel
- 2014–2017: House of Cards (Fernsehserie, 23 Folgen)
- 2014: Red Knot
- 2017: Freak Show
- 2017–2018: Gotham (Fernsehserie, 3 Folgen)
- 2018: Beirut
- 2018–2023: Sucession (Fernsehserie)
- 2020: Still Here
- 2021: 12 Mighty Orphans
- 2021: The French Dispatch
- 2023: The Kill Room